# Jurnalul Național
Jurnalul Național és un diari en romanès d'informació general i de distribució matinal publicat a Bucarest, Romania. És un dels diaris més venuts i més importants en llengua romanesa amb un tiratge diari de 177.775 exemplars. Va ser fundat el 7 de juliol de 1993 i és propietat de l'empresa Intact Mitjana Group. Jurnalul Național es publica diàriament de dilluns a divendres i cada dia inclou un suplement: Editie de Colectie, Sanatate, Bucatarie, Cumparaturi, Ghid TV i Casa si Gradina.